# MTV Movie Awards 2005

Logo

La 14ª edizione degli MTV Movie Awards si è svolta il 4 giugno 2005 allo Shrine Auditorium di Los Angeles ed è stata presentata da Jimmy Fallon.

## Performance musicali
Nel corso dello spettacolo si sono esibiti:
- Mariah Carey (We Belong Together)
- Eminem (A** Like That, Mockingbird)
- Foo Fighters (Best of You)
- Yellowcard (Don't You Forget About Me)

## Parodie (Movie Spoofs)
Nel corso dello spettacolo sono stati parodiati:
- Batman Begins
- Star Wars Episodio III - La vendetta dei Sith

## Vincitori e candidati
I vincitori sono indicati in grassetto.

### Miglior film (Best Movie)
- Napoleon Dynamite, regia di Jared Hess
- Kill Bill: Volume 2, regia di Quentin Tarantino
- Gli Incredibili - Una "normale" famiglia di supereroi (The Incredibles), regia di Brad Bird
- Spider-Man 2, regia di Sam Raimi
- Ray, regia di Taylor Hackford

### Miglior performance maschile (Best Male Performance)
- Leonardo DiCaprio - The Aviator
- Jamie Foxx - Ray
- Will Smith - Hitch - Lui sì che capisce le donne (Hitch)
- Brad Pitt - Troy
- Matt Damon - The Bourne Supremacy

### Miglior performance femminile (Best Female Performance)
- Lindsay Lohan - Mean Girls
- Uma Thurman - Kill Bill: Volume 2
- Hilary Swank - Million Dollar Baby
- Rachel McAdams - Le pagine della nostra vita (The Notebook)
- Natalie Portman - La mia vita a Garden State (Garden State)

### Miglior performance rivelazione maschile (Breakthrough Male Performance)
- Jon Heder - Napoleon Dynamite
- Tim McGraw - Friday Night Lights
- Zach Braff - La mia vita a Garden State (Garden State)
- Freddie Highmore - Neverland - Un sogno per la vita (Finding Neverland)
- Tyler Perry - Amori e sparatorie (Diary of a Mad Black Woman)

### Miglior performance rivelazione femminile (Breakthrough Female Performance)
- Rachel McAdams - Mean Girls
- Ashanti - Coach Carter
- Elisha Cuthbert - La ragazza della porta accanto (The Girl Next Door)
- Bryce Dallas Howard - The Village
- Emmy Rossum - The Day After Tomorrow - L'alba del giorno dopo (The Day After Tomorrow)

### Miglior performance comica (Best Comedic Performance)
- Dustin Hoffman - Mi presenti i tuoi? (Meet the Fockers)
- Antonio Banderas - Shrek 2
- Will Ferrell - Anchorman - La leggenda di Ron Burgundy (Anchorman: The Legend of Ron Burgundy)
- Ben Stiller - Palle al balzo - Dodgeball (Dodgeball: A True Underdog Story)
- Will Smith - Hitch - Lui sì che capisce le donne (Hitch)

### Miglior cattivo (Best Villain)
- Ben Stiller - Palle al balzo - Dodgeball (Dodgeball: A True Underdog Story)
- Tom Cruise - Collateral
- Rachel McAdams - Mean Girls
- Jim Carrey - Lemony Snicket - Una serie di sfortunati eventi (Lemony Snicket's A Series of Unfortunate Events)
- Alfred Molina - Spider-Man 2

### Miglior performance di gruppo (Best On-Screen Team)
- Lindsay Lohan, Rachel McAdams, Lacey Chabert, Amanda Seyfried - Mean Girls
- Craig T. Nelson, Holly Hunter, Spencer Fox, Sarah Vowell - Gli Incredibili (The Incredibles)
- Will Ferrell, Paul Rudd, David Koechner, Steve Carell - Anchorman - La leggenda di Ron Burgundy (Anchorman: The Legend of Ron Burgundy)
- Vince Vaughn, Christine Taylor, Justin Long, Alan Tudyk, Stephen Root, Joel David Moore, Chris Williams - Palle al balzo - Dodgeball (Dodgeball: A True Underdog Story)
- John Cho, Kal Penn - American Trip - Il primo viaggio non si scorda mai (Harold & Kumar Go to White Castle)

### Miglior bacio (Best Kiss)
- Rachel McAdams e Ryan Gosling - Le pagine della nostra vita (The Notebook)
- Natalie Portman e Zach Braff - La mia vita a Garden State (Garden State)
- Gwyneth Paltrow e Jude Law - Sky Captain and the World of Tomorrow
- Jennifer Garner e Nathan Edge - Elektra
- Elisha Cuthbert e Emile Hirsch - La ragazza della porta accanto (The Girl Next Door)

### Miglior combattimento (Best Fight)
- Uma Thurman contro Daryl Hannah - Kill Bill: Volume 2
- The Battle of the News Teams - Anchorman - La leggenda di Ron Burgundy (Anchorman: The Legend of Ron Burgundy)
- Brad Pitt contro Eric Bana - Troy
- Zhang Ziyi contro le Guardie Imperiali - La foresta dei Pugnali Volanti (House of Flying Daggers)

### Miglior sequenza musical (Best Musical Sequence)
- Jon Heder - Napoleon Dynamite
- Jennifer Garner e Nathan Edge - 30 anni in 1 secondo (13 Going on 30)
- Will Ferrell, Paul Rudd, David Koechner, Steve Carell - Anchorman - La leggenda di Ron Burgundy (Anchorman: The Legend of Ron Burgundy)
- John Cho & Kal Penn - American Trip - Il primo viaggio non si scorda mai (Harold & Kumar Go to White Castle)

### Performance più terrorizzante (Best Frightened Performance)
- Dakota Fanning - Nascosto nel buio (Hide and Seek)
- Cary Elwes - Saw - L'enigmista (Saw)
- Sarah Michelle Gellar - The Grudge
- Jennifer Tilly - Il figlio di Chucky (Seed of Chucky)
- Mya - Cursed

### Miglior sequenza d'azione (Best Action Sequence)
- La distruzione di Los Angeles  - The Day After Tomorrow - L'alba del giorno dopo (The Day After Tomorrow)
- La battaglia della metropolitana - Spider-Man 2
- L'incidente aereo su Beverly Hills - The Aviator
- L'inseguimento automobilistico a Mosca - The Bourne Supremacy
- L'assalto terroristico nel deserto - Team America (Team America: World Police)

### Miglior videogame tratto da un film (Best Video Game Based on a Movie)
- The Chronicles of Riddick: Escape from Butcher Bay
- Spider-Man 2
- Van Helsing
- Harry Potter e il prigioniero di Azkaban
- Gli Incredibili

### MTV Generation Award
- Tom Cruise

### Silver Bucket of Excellence
- Breakfast Club (The Breakfast Club)